# 法扬斯
法扬斯（法語：Fayence，法語發音：[fajɑ̃s]）是法国普罗旺斯-阿尔卑斯-蓝色海岸大区瓦尔省的一个市镇，位于该省东部偏北，属于德拉吉尼昂区。

## 地理
法扬斯（43°37'24"N, 6°41'38"E）面积27.68 平方千米，位于法国普罗旺斯-阿尔卑斯-蓝色海岸大区瓦尔省，该省份为法国东南部沿海省份，北起上普罗旺斯阿尔卑斯省，西北角与沃克吕兹省接壤，西接罗讷河口省，南濒地中海，东临滨海阿尔卑斯省。
与法扬斯接壤的市镇（或旧市镇、城区）包括：蒙斯、圣保罗昂福雷、塞扬、图雷特。

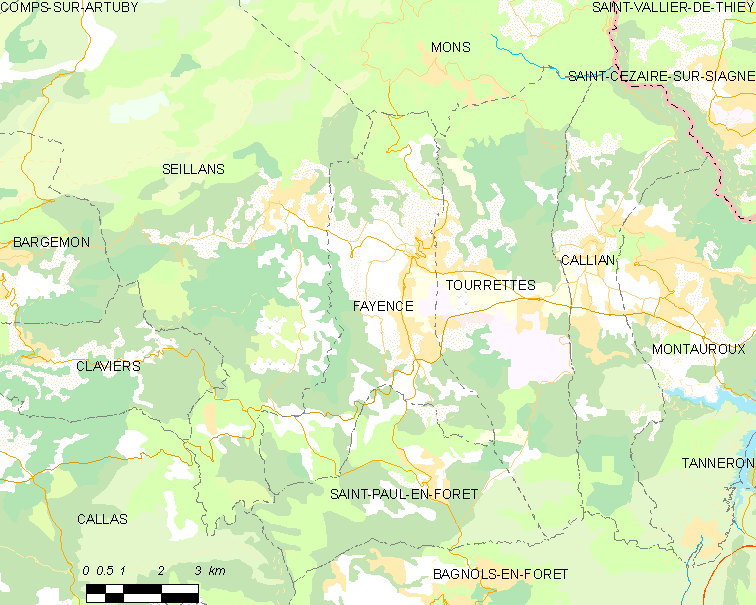
法扬斯的OSM定位图

法扬斯的时区为UTC+01:00、UTC+02:00（夏令时）。

## 行政
法扬斯的邮政编码为83440，INSEE市镇编码为83055。

## 政治
法扬斯所属的省级选区为阿尔让河畔罗克布吕讷县。

## 人口

1962-2008年间法扬斯人口变化图示

法扬斯于2022年1月1日时的人口数量为6024人。